# Золотая Сопка (Троицк)
Золота́я Со́пка — упразднённый посёлок, вошедший в 1961 году состав Троицка в Челябинской области России. Возник как посёлок при узловой железнодорожной станции Золотая Сопка. Ныне посёлок (микрорайон) Троицка.

## География
Стоит при реке Уй. К югу расположен квартал Разъезд 121-й километр.

## Топоним
Название посёлка и станции Золотая Сопка местное. По легенде в долине реки Чернушки, через которую лежала караванная торговая дорога (ответвление Великого Шёлкового пути), разбойники грабили возвращавшихся с Троицкой ярмарки купцов, причем брали только золото и драгоценные камни.

## История
Населённый пункт появился при строительстве железной дороги.
Включён в черту города Троицка Решением облисполкома от 25 июля 1961 года № 393.

## Инфраструктура
Основа экономики — обслуживание путевого хозяйства Челябинского региона Южно-Уральской железной дороги. Действует станция Золотая Сопка.

## Транспорт
Посёлок доступен автомобильным и железнодорожным транспортом.